# Груша
Гру́ша (лат. Pýrus) — род плодовых и декоративных деревьев и кустарников семейства розовые (Rosaceae), а также их плод.

## Название
Слово «груша» в русских письменных источниках встречается с XII века в форме хруша — начиная со Студийского устава 1193 г. (по Срезневскому); в форме груша встречается с XIV века — начиная с перевода Паралипоменона (1 Пар. 14:14-15 — по Срезневскому). В XVII веке в качестве синонима слова «груша» появилось слово «дуля», заимствованное, по словарю Н. М. Шанского, из польского языка (пол. dula), по словарю Ожегова это слово является областным и применяется к нескольким сортам мелких груш.

## Ботаническое описание

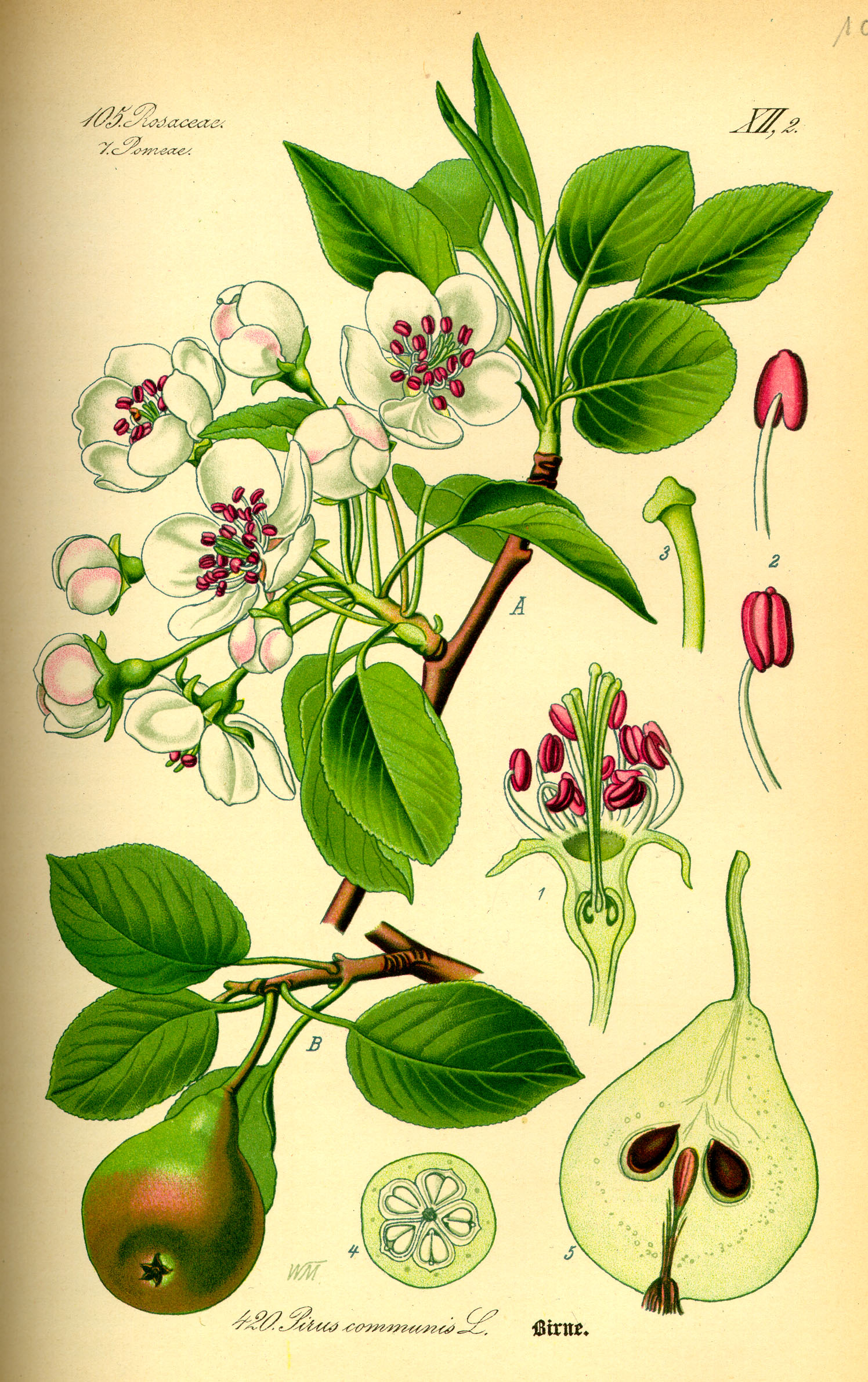
Груша обыкновенная.

Деревья различного размера, порой крупные кустарники, иногда снабжённые колючками. Со стержневым слабоветвящимся корнем, глубоко проникающим в почву.
Форма кроны свободно растущего дерева — пирамидальная или округлая, склонна к загущению. Годовой прирост составляет 30—40 см. При благоприятных условиях груша достигает крупных размеров — до 5—25 метров в высоту и 5 метров в диаметре кроны.
Листья, как правило, опадающие. Листорасположение спиральное в 5 рядов. Лист широкояйцевидной формы, 2,5—10 см длиной, короткозаострённый; цвет — тёмно-зелёный, блестящий, нижняя сторона листа голубовато-зелёная, осенью золотисто-оранжевая.
Почки у груши, как и у других деревьев семейства, двух типов: вегетативные и генеративные. Вегетативные почки мельче и острее, генеративные — крупнее и тупее. Внешние различия между двумя типами почек усиливаются от времени образования этих почек к выходу из них побегов.
Время и форма цветения: апрель—май, цветки белые, 3 см в диаметре, 5-лепестковые, по 3—9 в зонтиковидных кистях. Пестиков в гинецее от 2 до 5. Завязи их срастаются между собою и с цветоложем, принимающим форму кружки; лепестки в почке расположены черепично.
Тип плода — яблоко; его гнёзда выстланы плотной оболочкой (внутриплодником).
Плод, как правило, — вытянутой формы с расширением в нижней части, есть сорта с шаровидными плодами. Плоды груш отличаются характерной зернистой мякотью из-за наличия каменистых клеток (склереид).

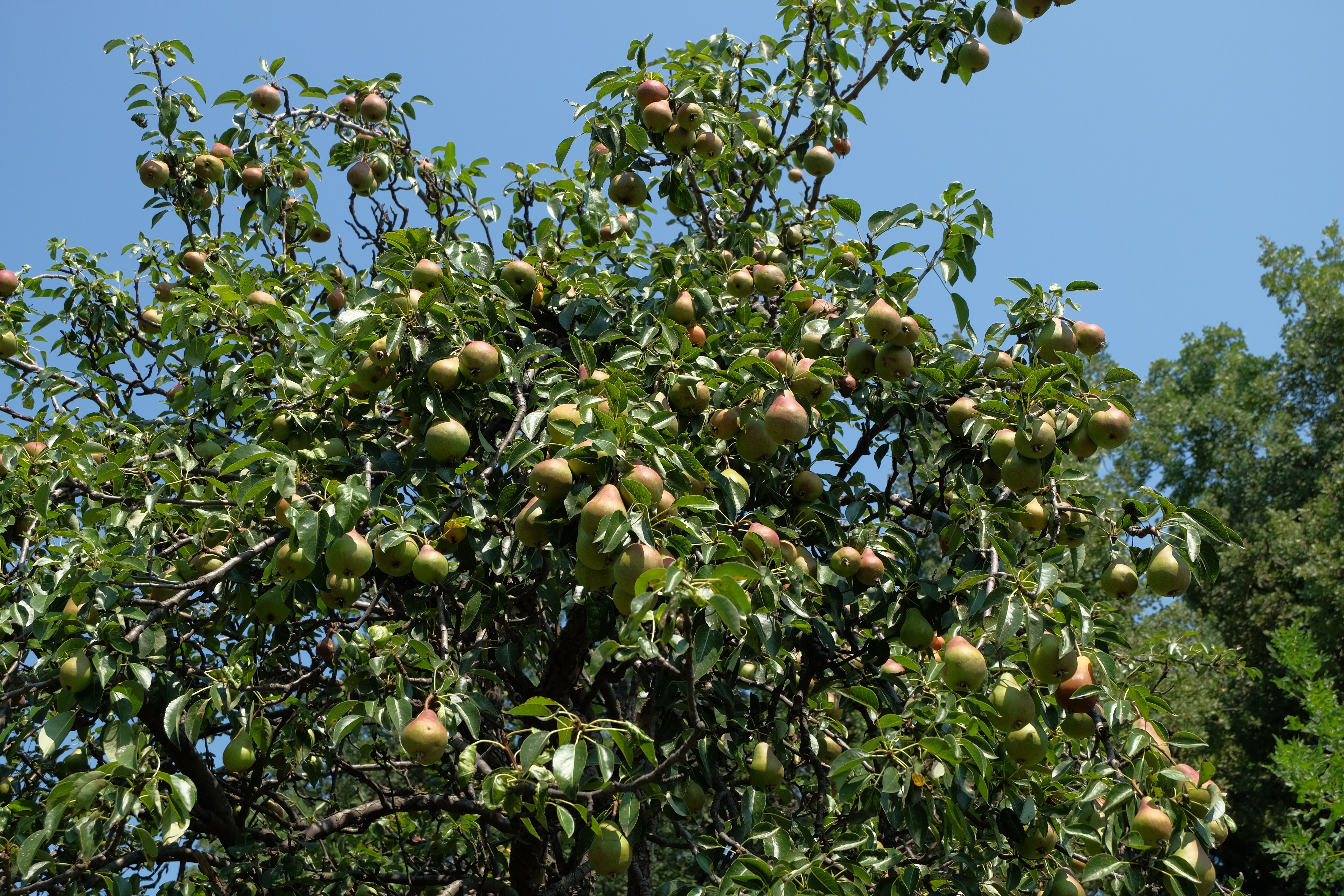
Крым. Груша с плодами

## Распространение и экология
В диком виде в Европе груша распространена примерно до 60° северной широты. На северной границе ареала — редка.
К 2006 году, в результате успешной селекции морозоустойчивых сортов, груша эффективно выращивается на садовых участках, расположенных на Урале и в Западной Сибири до 55° с. ш.
На Дальнем Востоке России, северо-востоке Китая и в Корее произрастает очень устойчивый к холоду вид груши — груша уссурийская.

## История происхождения
Груша пришла к нам из доисторической эпохи. Родина её точно не установлена. Культивированная груша происходит, по-видимому, из Древней Греции (за 1000 лет до н. э.). Предполагают, что происхождение культурных сортов груш связано с гибридизацией ряда видов, в частности Pyrus achras Gärtn., Pyrus persica Pers., Pyrus cordata Desv., Pyrus elaeagnifolia Pall. Груши культивировались в древних Персии, Греции и Римской империи.
По одним источникам, родиной является Средняя Европа и Средняя Азия. Остатки диких лесных груш обнаруживают в швейцарских свайных постройках.
Первое упоминание груш можно найти у Гомера в «Одиссее» (песнь XXIV). Римляне знали 38 сортов, но, по свидетельству Плиния Старшего, многие из них были не очень вкусны, их ели бедняки. В период раннего средневековья количество сортов уже достигало 300. На территории Германии груши, которым было более 50 лет, считались священными. Проповедники христианства нанесли значительный вред распространению грушевых деревьев, видя в них следы языческого культа. В настоящее время насчитываются тысячи сортов груш.

## Хозяйственное значение и использование

### Древесина
Твёрдая, тяжёлая и упругая древесина груши широко применяется для мелких поделок. Из-за своей низкой устойчивости к гниению она используется только для изделий, которыми пользуются внутри помещений. Удельная плотность этой древесины составляет примерно 740 кг/м³. Как и любая другая тяжёлая и плотная древесина, при сушке груша склонна к растрескиванию и сильно коробится, так же, как обладающая такой же плотностью древесина бука. В высушенном состоянии эта древесина очень формоустойчива. Эта устойчивость связана с наличием «каменных клеток», которые отличают грушу и как фрукт, и как древесину. Эти клетки как бы вплетены в структуру древесины.
Удельная теплоёмкость сжигания древесины груши несколько ниже, чем аналогичный показатель буковой древесины, хотя эти породы очень схожи по плотности.
Текстура древесины груши очень тонкая, равномерная, с едва различимыми годичными кольцами. Вокруг повреждений живого дерева древесина может менять окраску, принимая цвета от фиолетово-бурого до чёрно-коричневого. Обработка горячим паром, например при изготовлении шпона, меняет её цвет на красноватый и более тёмный. При старении эта древесина обретает очень красивый тёмно-коричневый янтарный цвет, который является её отличительным признаком. Поры различимы невооружённым глазом лишь на поперечном срезе.
Вопреки своей твёрдости, груша подходит для вырезания — благодаря «каменным клеткам» её можно резать без раскалывания в разных направлениях. Во многом поэтому в России и Польше из древесины груши изготавливали пряничные доски, применяемые в производстве печатных пряников. В Германии такие доски использовались для создания печенья «шпрингерле».
После обработки чёрной морилкой эту древесину используют также в качестве заменителя очень дорогого эбена.

### Плоды

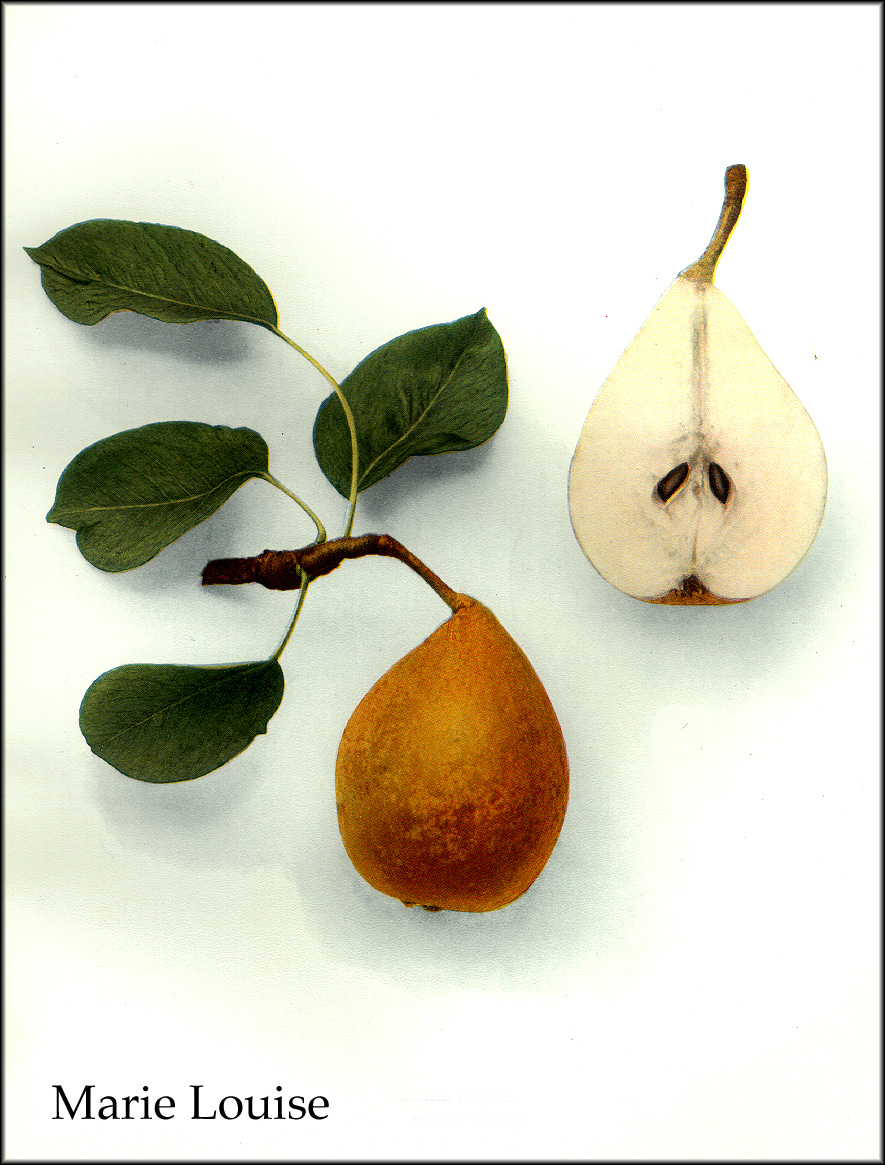
Иллюстрация сорта груши «Мария-Луиза», 1921 год

Разные виды и сорта груш используются как декоративные или собственно плодовые деревья.
В Швейцарии из плодов груши получают продукт, называемый «грушевый мёд». В Бельгии они служат основным ингредиентом для так называемого льежского сиропа, во Франции — основой для целого ряда десертов, включая груши Бель-Элен и тарт Бурдалу. В Восточной Европе, России и в Закавказье из груш варят варенья и компоты. Груши также используются, как наполнитель для йогуртов и начинка для пирогов.

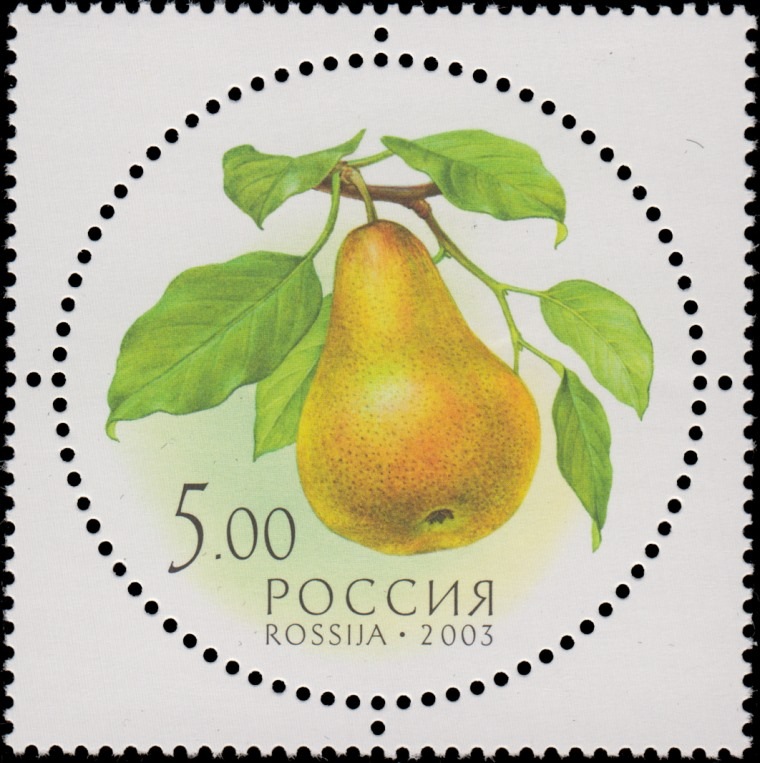
Почтовая марка России, 2003

Из-за наличия каменистых клеток употребление мякоти плодов груш в любом виде нежелательно при некоторых заболеваниях желудочно-кишечного тракта, в частности при панкреатитах.
Срок годности груши определяется её характеристиками созревания. Среднеспелые сорта груши хранятся недолго, а позднеспелые — до 7-8 месяцев.
Сорта груши
Существует множество сортов груши, большая часть (но не все) из которых относятся к виду Pyrus communis [syn.  Pyrus domestica].
В силу значительной географической распространённости грушевых деревьев и склонности груш к изменчивости, «аборигенные» (местные, народные) сорта груш в различных местностях сложились издревле. Целенаправленная научная селекция началась не позднее XVIII века. В этот период работы по селекции велись, в частности, в Парижском ботаническом саду. В XIX веке увлечение улучшением сортов груши стало довольно массовым, а селекцией занимались как учёные-ботаники, так и любители: фермеры, предприниматели и даже священники (отсюда встречающиеся в названиях сортов слова «аббат» и «дуайен»/«декан» (викарий). Сорта груш стало принято посвящать известным лицам, например, сорт 'Дюшес' ('Дюшес д’Ангулем') был посвящён герцогине Ангулемской. Иногда, при перемещении через государственную границу сорт менял название. Так, сорт, известный в Европе как 'Вильямс', в Америке чаще называют 'Бартлетт'; а сорт, названный во Франции в честь парижского ученого-ботаника Луи Боска ('Бере Боск') в Германии был перепосвящён русскому императору Александру I («Кайзер Александр»). К концу XIX века, по данным Энциклопедии Брокгауза и Ефрона, насчитывалось более тысячи сортов груш, и в дальнейшем их количество лишь увеличилось.
Тем не менее, основу коммерческого выращивания груш составляют всего несколько сортов. Самым популярным сортом для коммерческого выращивания в США и Франции является 'груша Вильямс' (включая её красную версию  'Ред Бартлетт' ), во Франции за ней следует 'Конференс' и 'Комис' . В Италии самым популярным коммерческим сортом является сорт 'груша Аббат'. В Аргентине пользуются популярностью сорта 'Пакем' и 'Санта-Мария' .
В Российской империи активно культивировались как местные, «аборигенные», так и иностранные сорта груш: 'Дюшесы', 'Бергамоты' (включая 'Сапежанку'), 'Комис' ( 'Деканка' ), груши  'Александр'  ('Бере Боск'). Крупным центром производства груш в императорской России являлся Крым, откуда груши отправляли в столицы поездом. Также коммерческое выращивание груш было развито в Царстве Польском.
В Советском Союзе селекционерами были выведены десятки новых сортов груши, адаптированные к различным местностям: Дальнему Востоку ('Дальневосточница'), Южному Уралу ('Башкирская Летняя' и 'Башкирская Осенняя'), Сибири ('Сибирячка'), Горному Дагестану ('Гимринская') и так далее. Эти сорта выводились на основе отбора лучших саженцев местных груш ('Гимринская' и др.) или путём скрещивания российских сортов с иностранными (в первую очередь, 'Бергамотами' и 'Дюшесами'), завезёнными ранее. Многие сорта груш советской селекции отличались высокой морозоустойчивостью, высокой урожайностью, низкой восприимчивостью к болезням растений.
Ниже перечислены некоторые наиболее известные иностранные и российские сорта:
Иностранные:
- 'Аббат'
- 'Анжу' (в том числе  'Анжуйская Зелёная'  и  'Анжуйская Красная' )
- Бергамоты (в том числе  'Красный Бергамот' ,  'Сапежанка' ,  'Маслиновка' )
- 'Бере Боск' (синонимы:  'Александр' ,  'Кайзер Александр' )
- 'Вильямс' (синоним:  'Бартлетт' ; включая вариант  'Ред Бартлетт' )
- Дюшесы (в том числе  'Дюшес д’Ангулем'  и  'Зимний Дюшес' )
- 'Комис' (неполный синоним:  'Деканка' , полные синонимы: Комисовка,  'Деканка дю Комис' )
- 'Конкорд'
- 'Конференс' (синонимы:  'Конференс' ,  'Конференция' )
- 'Кошия' (синоним:  'Эрколини' , вариант:  'Хумилья' )
- 'Пакем' ('Пакемс')
- 'Санта-Мария'
- 'Форель' ( 'Форелл ' )

Российские и советские:
- 'Башкирская Летняя'
- 'Башкирская Осенняя'
- 'Бессемянка'
- 'Дальневосточница'
- 'Гимринская'
- 'Лесная Красавица'
- 'Петровская'
- 'Память Жегалова'
- 'Памяти Яковлева'
- 'Ровесница'
- 'Рогнеда'
- 'Светлянка'
- 'Сибирячка'
- 'Скороспелка из Мичуринска'
- 'Тёма'
- 'Чижовская'
- 'Юрьевская'

Более подробный каталог, включающий почти 270 сортов груши с их описаниями можно увидеть здесь.
Пищевая ценность

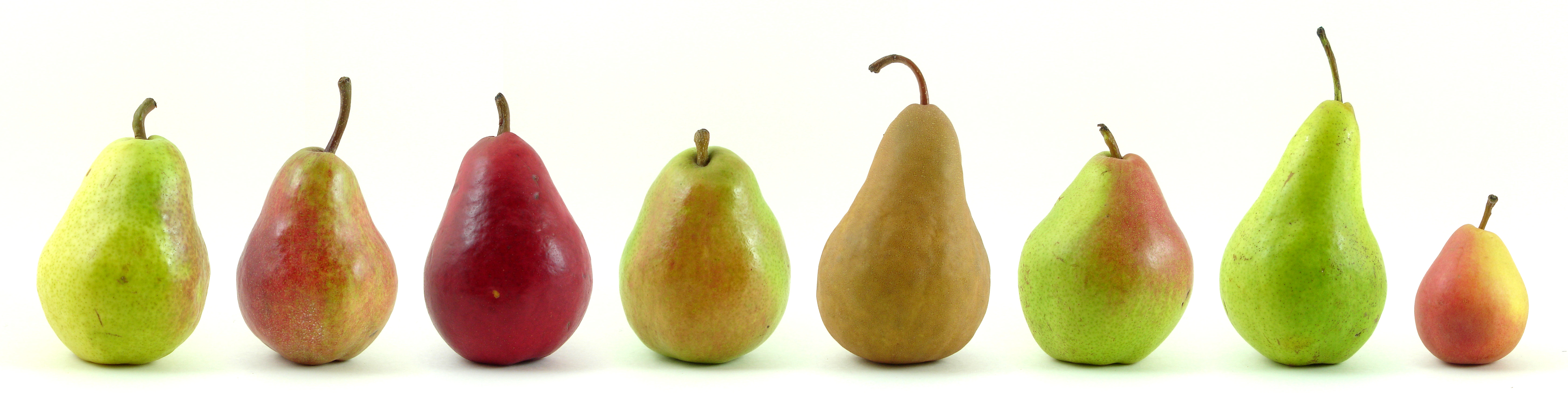
Различные сорта груш (слева направо): Вильямс (Бартлетт), две разновидности Ред Бартлетт (Вильямс красный), Анжу, Бере Боск, Комис, Конкорд и Секкель.

| Необработанная груша (Питательная ценность в 100 г) |                                 |                          |                                  |
| Вода: 83,71 г                                       | Неорганические вещества: 0,33 г | Пищевые волокна: 3,1 г   | Энергетическая ценность: 58 ккал |
| Моносахариды: 9,80 г                                | Углеводы: 15,46 г               | Белки: 0,38 г            | Жиры: 0,12 г                     |
| Микроэлементы                                       |                                 |                          |                                  |
| Калий: 119 мг                                       | Фосфор: 11 мг                   | Кальций: 9 мг            | Магний: 7 мг                     |
| Натрий: 1 мг                                        | Железо: 170 мкг                 | Медь: 82 мкг             | Цинк: 100 мкг                    |
| Витамины                                            |                                 |                          |                                  |
| Витамин C: 4,2 мг                                   | Витамин B1: 12 мкг              | Витамин B2: 25 мкг       | Витамин B3: 157 мкг              |
| Витамин B5: 48 мкг                                  | Витамин B6: 28 мкг              | Витамин B9: 0 мкг        | Витамин B12: 0 мкг               |
| Витамин A: 23 UI                                    | Ретинол: 0 мкг                  | Витамин E: 0,12 мкг      | Витамин K: 4,5 мкг               |
| Жирные кислоты                                      |                                 |                          |                                  |
| Насыщенные: 6 мг                                    | Моно-ненасыщенные: 26 мг        | Поли-ненасыщенные: 29 мг | Холестерин: 0 мг                 |

Производство груш по странам
71 % груш в 2016 году производилось в Китайской Народной Республике. В России было произведено 65,8 тысяч тонн (25-е место в мире). При этом, по состоянию на 2019 год, Россия занимала первое место в мире по закупке груш, выращенных за рубежом (около 250 000 тонн в год; вчетверо больше, чем выращено в России).
| Китай      | 19388 | 16078 | 16000 |
| Италия     | 702   | 716,8 | 619,5 |
| США        | 739   | 730,8 | 609,6 |
| Аргентина  | 906   | 565,7 | 600   |
| Турция     | 472   | 519,5 | 545,6 |
| ЮАР        | 433   | 397,6 | 431   |
| Нидерланды | 374   | 402   | 400   |
| Бельгия    | 332   | 369,5 | 392,6 |
| Испания    | 366   | 332,3 | 323,7 |
| Индия      | 399   | 318   | 306   |

## Классификация

### Таксономическое положение
- Pyrus L., 1753, Sp. Pl. : 479

Род Груша включается в семейство Розовые (Rosaceae) порядка Розоцветные (Rosales), последовательно входящего в более крупные клады Фабиды → Розиды → Суперрозиды → Эвдикоты → Цветковые растения. Таксономическая схема в соответствии с Системой APG IV по состоянию на июнь 2024 года:
|  |                          |  |                                   |                                   |                   |  | еще 8 семейств |               |               |                                                              |
|  |                          |  |                                   |                                   |                   |  |                |               |               | 80 подтвержденных видов и 476 видов, ожидающих подтверждения |
|  |                          |  |                                   | порядок Розоцветные               |                   |  |                |               | род Груша     |                                                              |
|  |                          |  |                                   | порядок Розоцветные               |                   |  |                |               | род Груша     |                                                              |
|  | клада Цветковые растения |  |                                   |                                   | семейство Розовые |  |                |               |               |                                                              |
|  | клада Цветковые растения |  |                                   |                                   |                   |  |                |               |               |                                                              |
|  |                          |  | ещё 63 порядка цветковых растений | ещё 63 порядка цветковых растений |                   |  |                | еще 116 родов | еще 116 родов |                                                              |
|  |                          |  |                                   | ещё 63 порядка цветковых растений |                   |  |                |               | еще 116 родов |                                                              |

### Виды
Некоторые из них:
- Pyrus pyrifolia (Burm.f.) Nakai — Груша грушелистная
- Pyrus ussuriensis Maxim. — Груша уссурийская
- Pyrus boissieriana Buhse — Груша Буасье
- Pyrus communis L. typus[1] — Груша обыкновенная син. Груша лесная
- Pyrus elaeagrifolia Pall. — Груша лохолистная
- Pyrus korshinskyi Litv. — Груша Коржинского
- Pyrus salicifolia Pall. — Груша иволистная
- Pyrus syriaca Boiss. — Груша сирийская